# سان خوسيه دي تشيكيتوس
سان خوسيه دي تشيكيتوس هي مدينة في إدارة سانتا كروز في بوليفيا، بلغ عدد سكانها 16,942 نسمة.